# Сайдып
Сайдып — село в Солтонском районе Алтайского края. Входит в состав Карабинского сельсовета.

## История
Основано в 1726 г. В 1928 году состояло из 106 хозяйств, основное население — русские. В административном отношении являлось центром Сайдыпского сельсовета Новиковского района Бийского округа Сибирского края.

## Население
| 1926 | 1997 | 1998 | 1999 | 2000 | 2001 |
| ---- | ---- | ---- | ---- | ---- | ---- |
| 460  | ↘369 | ↘356 | ↗370 | ↘353 | ↘317 |
| 2002 | 2003 | 2004 | 2005 | 2006 | 2007 |
| ↗328 | ↘321 | ↘307 | ↘297 | ↗301 | ↘292 |
| 2008 | 2009 | 2010 | 2011 | 2012 | 2013 |
| ↘280 | ↗282 | ↘244 | ↘241 | ↘224 | ↘215 |

Национальный состав
Согласно результатам переписи 2002 года, в национальной структуре населения русские составляли 97 %.